# Al-Ain FC (Saudi-Arabien)
Der al-Ain Football Club (arabisch نادي العين, DMG Nādī l-ʿAin) ist ein saudi-arabischer Fußballklub mit Sitz im Gouvernement al-Qara.

## Geschichte
Der Klub wurde im Jahr 1978 unter dem Namen Zahran Football Club gegründet. Dieser Name wurde gewählt, um den lokalen Stamm der Zahran zu repräsentieren. In den folgenden Jahren spielte der Klub lediglich auf viertklassiger regionaler Ebene, dominierte diese aber in den 2000er Jahren und konnte sich somit für Höheres qualifizieren. Im Jahr 2001 folgte eine Namensänderung in al-Ameed. Diese brachte jedoch weniger Erfolg und wurde wegen einer möglichen Verwechslungsgefahr mit einem anderen Klub auch nicht so gern gesehen. In der Saison 2010/11 gelang dann in der Third Division zumindest die Teilnahme am Championship Final, dieses verlor die Mannschaft am Ende jedoch. Trotzdem stieg man so zur Folgesaison in die drittklassige Second Division auf. Nach der Spielzeit 2012/13 musste die Mannschaft dann aber wieder absteigen. Im Jahr 2013 folgte dann auch die Umbenennung in den heutigen Klubnamen al-Ain.
Zur Spielzeit 2016/17 glückte wieder die Rückkehr in die drittklassige Second Division, wo man sich gleich mit 25 Punkten auf dem vierten Platz seiner Gruppe positionieren konnte. Als der Dritte seiner Gruppe gelang schließlich nach der Folgesaison aus dieser dann sogar auch der Aufstieg in die Second Division. Von dort ging der Aufstieg dann gleich, als man mit 72 Punkten über den dritten Platz gleich bis in die erstklassige Professional League aufstieg. Hier kam man aber relativ unter die Räder und es gelang über den gesamten Verlauf der Saison 2020/21 nur 20 Punkten zu sammeln, was den letzten Platz und den direkten Abstieg bedeutete.

## Stadion
Seine Heimspiele trägt der Klub im King Saud Sport City Stadium in al-Baha aus.